# Карштедт (Мекленбург)
Карштедт (нем. Karstädt) — община в Германии, в земле Мекленбург-Передняя Померания.
Входит в состав района Людвигслуст. Подчиняется управлению Грабов. Население составляет 572 человека (на 31 декабря 2010 года). Занимает площадь 19,71 км².
Коммуна подразделяется на 2 сельских округа.